# Chiesa di Santa Maria della Pietà (Calascio)
La chiesa di Santa Maria della Pietà è un edificio religioso che si trova nel comune di Calascio, in provincia dell'Aquila, in Abruzzo, affiancata al castello normanno e al borgo di Rocca Calascio, aperta alle cerimonie religiose solo in speciali ricorrenze e gestita da un gruppo di volontari del comune.
La Chiesa di Santa Maria della Pietà si trova tra i colli abruzzesi, sul sentiero che porta a Santo Stefano di Sessanio, all'altezza di circa 1500 metri sul livello del mare, immersa nel Parco nazionale del Gran Sasso e Monti della Laga. Il luogo, particolarmente suggestivo e panoramico domina dall'alto la piana di Navelli, ed è sempre di più meta di escursionismo religioso e naturalistico. Poco distante si trova il Castello di Rocca Calascio, sito importantissimo per il turismo dell'area.
La valle deve la sua fama alla sua grande importanza storica, sul fondo valle infatti è ancora visibile e ottimamente conservato l'antico tratturo.

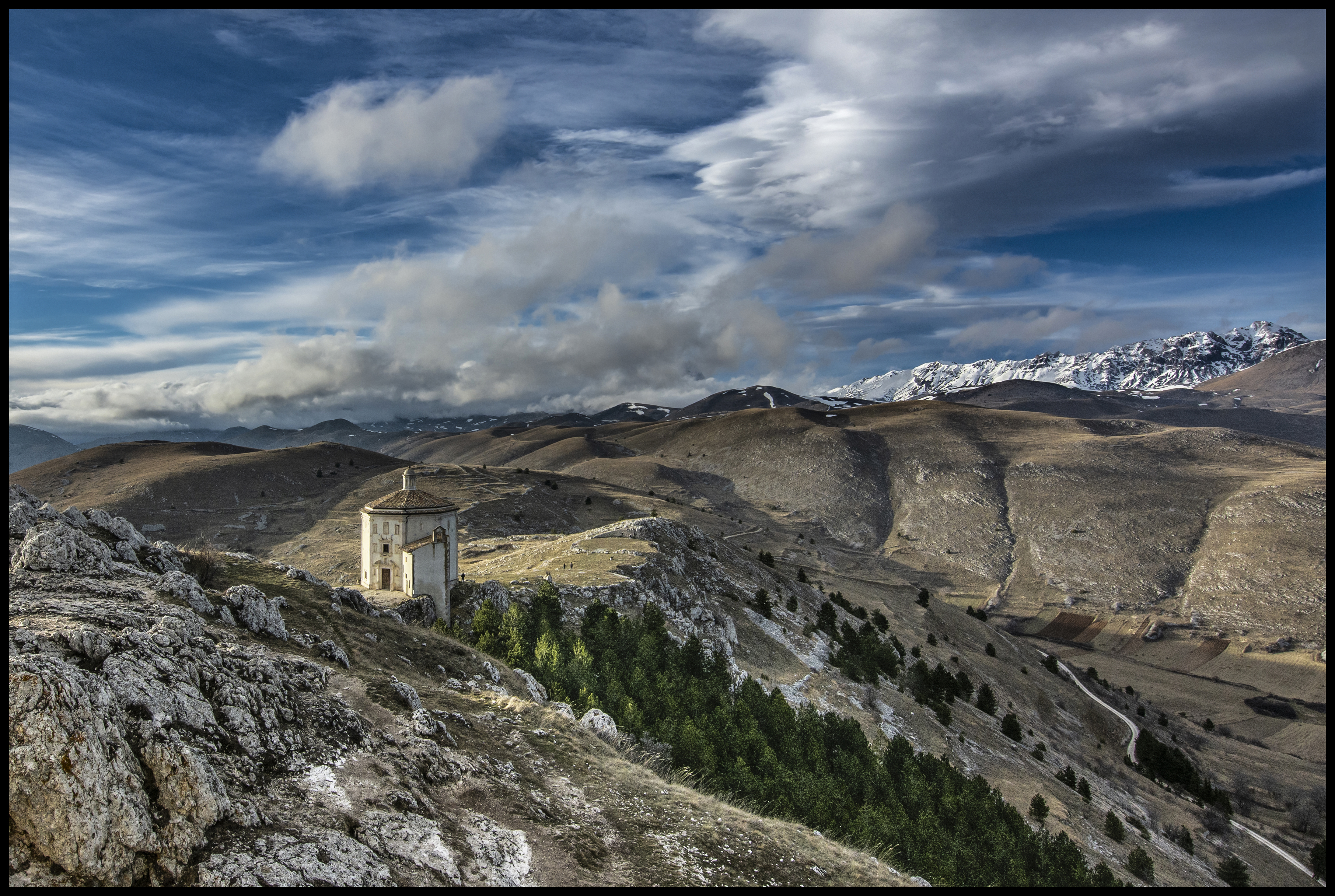
Rocca Calascio-Santa Maria della Pietà

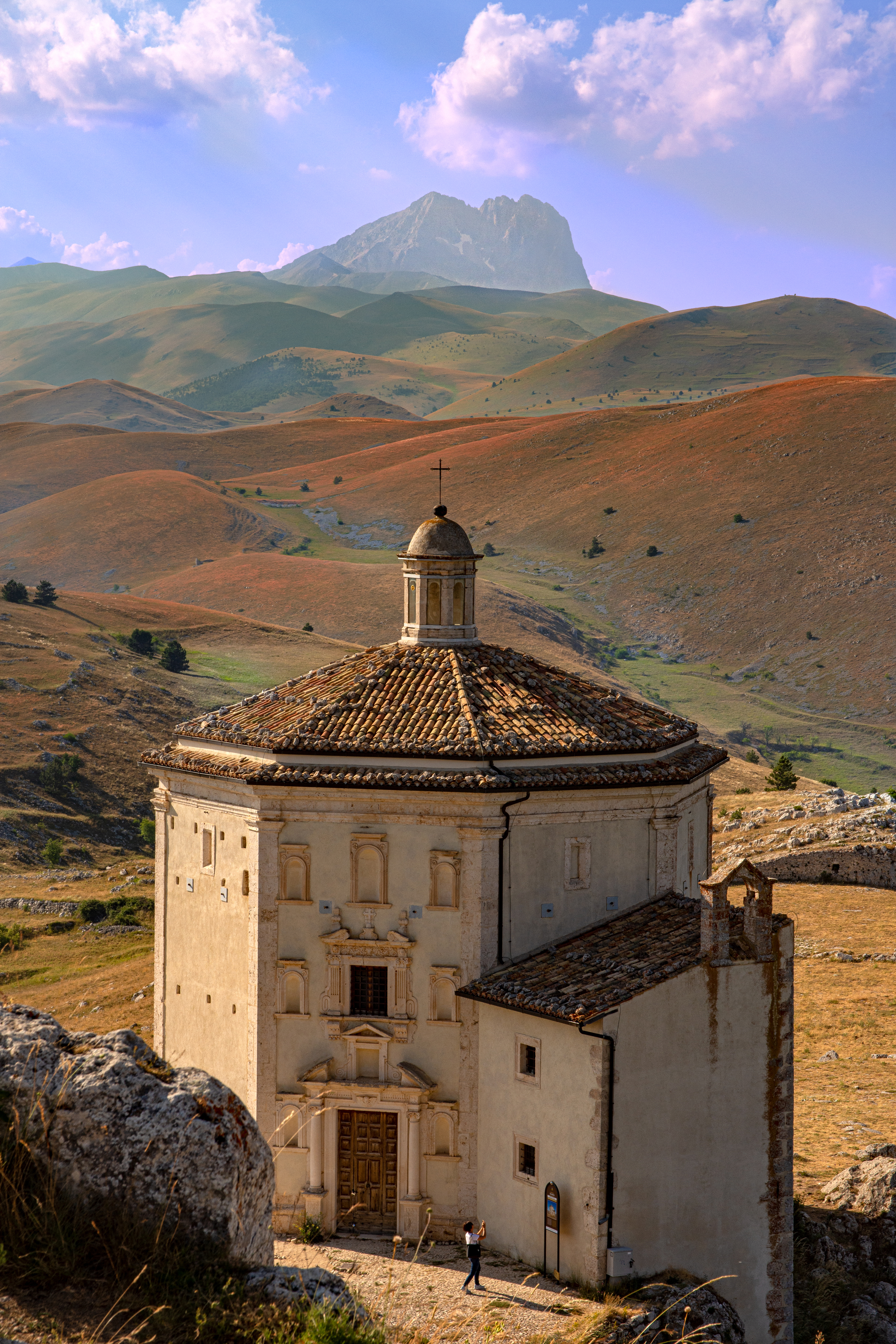
La chiesa e sullo sfondo il Corno Grande

## Storia
L'origine della Chiesa di Santa Maria della Pietà risale al 1596, ma il luogo era già adibito a sito votivo da almeno un secolo. Qui infatti vi sorgeva un'edicola votiva molto più antica, già frequentata e venerata dalla gente del luogo. Non si sa molto sull'origine di questo sito religioso, ma una leggenda narra che in questo luogo la popolazione locale riuscì a sconfiggere una banda di briganti che da tempo tormentava il vicino borgo con razzie e predaggi, per questo venne costruito un sito celebrativo in onore della Madonna, per ringraziarla di questa vittoria.

## Architettura

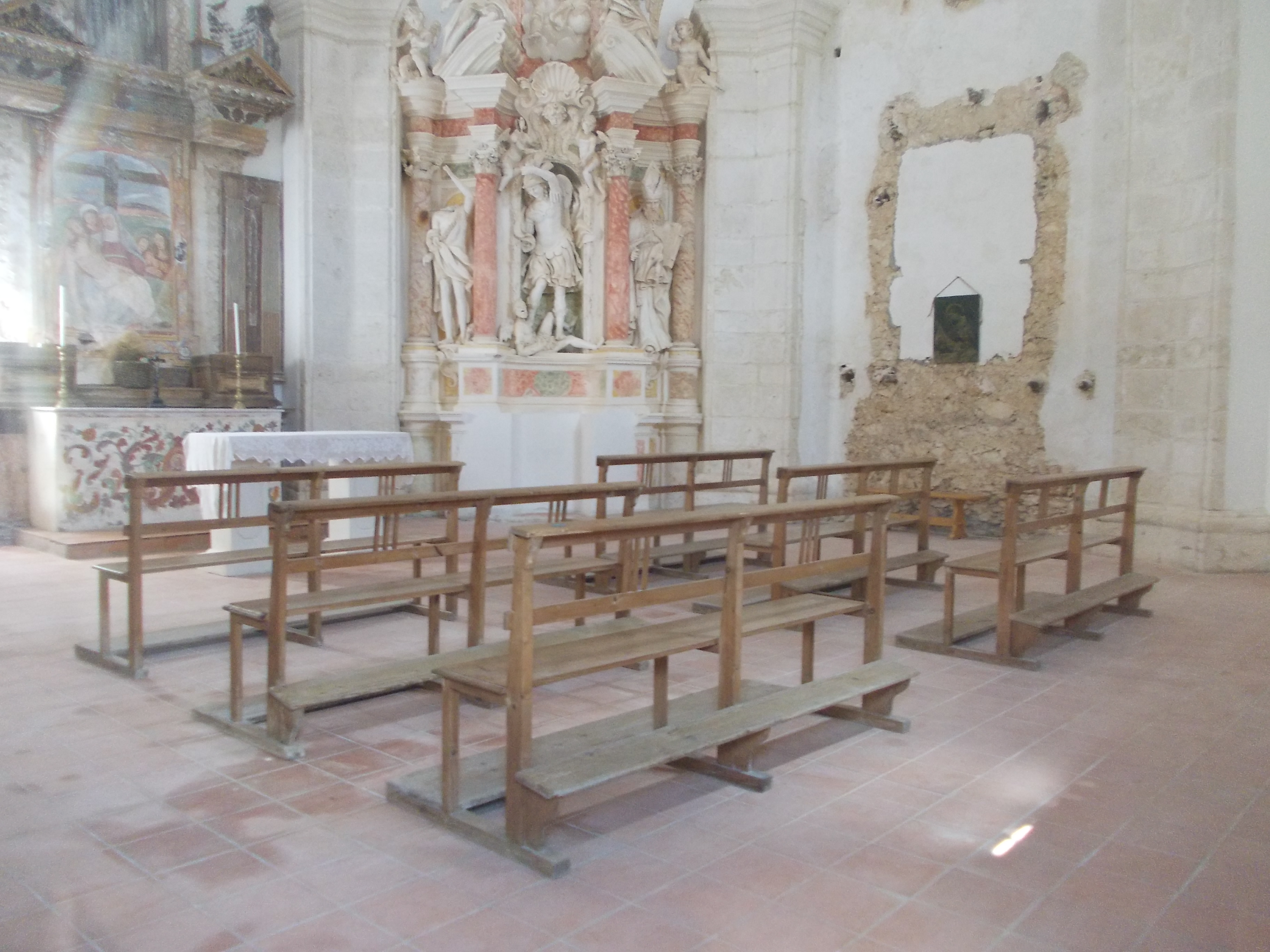
L'interno della chiesa

La struttura architettonica con cui si presenta la chiesa di santa Maria della Pietà ha tratti molto comuni dell'architettura abruzzese e dell'Italia centro - settentrionale; le forme, le linee e i vari elementi strutturali ricordano visibilmente lo stile del Brunelleschi e del Bramante, personalità che hanno molto operato in quest'area in epoca rinascimentale. Alcune fonti, anche se non verificate, sostengono che la Chiesa sia stata costruita a partire proprio da alcuni bozzetti del Bramante; questa però è più una leggenda che una certezza. Altre fonti, altrettanto incerte, sostengono che la chiesa sia stata costruita su un disegno dell'architetto di Pascuccio.
La chiesa è stata probabilmente costruita su una preesistente edicola rinascimentale e ha una struttura esterna a pianta ottagonale di 5,5 m per lato, sovrastata da un padiglione a otto spicchi a tutto sesto. Il portale principale, chiuso da una porta lignea, è in stile barocco ed è orientato verso sud, sormontato da un timpano ad arco interrotto da una piccola edicola; a destra e a sinistra altre due piccole edicole anch'esse vuote.
Altro elemento di pregio architettonico è il fronte principale, caratterizzato da un ampio portale lapideo incorniciato da due semicolonne ioniche impostate su un alto basamento, e concluso con un timpano arcuato interrotto. Al di sopra di questo si può osservare un'edicola timpanata sopra la quale è impostata un'apertura rettangolare affiancata da una cornice ricca di decorazioni.
L'interno è strutturato su paraste in ordine tuscanico realizzati con blocchi lapidei non intonacati, e ospita un dipinto della Vergine miracolosa posto sull'altare principale e una scultura in pietra di San Michele, inserita in una nicchia arricchita con stucchi in stile barocco. La parte interna era un tempo riccamente decorata, anche se oggi la maggior parte dei dipinti è andata perduta. Il locale adibito a sagrestia è appoggiato sulla facciata a destra del portale d'ingresso. Nella chiesa possiamo osservare un interessante gioco di luci e ombre, tipico del gusto barocco.

## Accesso al pubblico e fama popolare
La chiesa di Santa Maria della Pietà è raramente aperta al pubblico, si tratta infatti di un sito particolarmente difficile da visitare internamente. Il luogo è accessibile in caso di manifestazioni e talvolta anche in occasione di riprese cinematografiche. La chiesa è spesso teatro di eventi particolari e cerimonie private, come matrimoni.
La zona è stata set di divesrsi film, tra cui Ladyhawke e Il nome della rosa. L'area era inoltre particolarmente amata dall'artista Ettore Spalletti, che la ripropone in diverse opere.